# Куґа Йосіко
Йошіко Куґа (яп. 久我 美子, Куґа Йошіко, нар. 21 січня 1931, Токіо, Японія — 9 червня 2024) — японська акторка.

## Біографія
Куґа народилася в Токіо. Її батько, Мічіакі Коґа (久 我 通 顕), був кадзоку, членом Палати перів.
У 1946 році на третьому курсі навчання в жіночій вищій школі Куґа стала акторкою, підписавши контракт зі студією Toho. У 1947 році відбувся її кіно-дебют у фільмі Йоцу-но Коі-но Моноґатарі (яп. 四つの恋の物語, «Чотири любовні історії»).
У 1961 році Куґа одружилась з актором на ім'я Акіхіко Хірата. Вони були дуже гармонійною парою до смерті Хірату в 1984 році.

## Нагороди
- 1954 — Майніті як найкращій акторці другого плану
- 1956 — Блакитна стрічка як найкращій акторці другого плану
- 1994 — Майніті
- 1995 — Премія золотий перемоги

## Вибрана фільмографія
- П'яний янгол (1948)
- Ідіот (1951)
- Старший брат, молодша сестра (1953)
- Жінка в слуху (1954)
- Лікоріси (1958)
- Доброго ранку (1959)
- Історія жорстокої юності (1960)
- Історія замку Осака (1961) у ролі Кобу[1]
- Ґодзілла проти Біолланте (1989)
- Дівчина яка стрибає крізь час (1997)